# Bázeli Bankfelügyeleti Bizottság
A Bázeli Bankfelügyeleti Bizottságot a G10 országok központi bankjainak a vezetői alapították 1974. végén. Formális nemzetek feletti hatásköre nincs a bizottságnak, ezért csak ajánlások, (újabb elnevezéssel: szabályozási keretek) formájában határozza meg az egységes normákat a hitelintézetek nemzetközi felügyeleti gyakorlatának közelítése céljából. A bizottság feladata és célja a bankfelügyelet hiányosságainak megszüntetése, a megfelelő felügyelet biztosítása nemzetközi szinten, hogy külföldi bankalapításokkal ne lehessen kibújni a felügyelet alól. A bankok szabályozásának és felügyeletének megerősítése a pénzügyi stabilitás célját szolgálja. A bizottság ajánlásainak fő témái: külföldi bankfiókok, leánybankok, vegyesvállalatok alapításának engedélyezése és azok felügyelete a különböző országokban, tőkeszabályozás, számvitel, ellenőrzés, pénzmosás megelőzés, és a különböző típusú kockázatok (hitelkockázat, likviditási kockázat, piaci kockázat, működési kockázat). Az elmúlt másfél évtized legidőigényesebb témája a tőkeszabályozás volt. A tőkeszabályozás egy olyan szabályozói paradigma, amely azt  feltételezi, hogy a pénzügyi intézmények kockázatai pontosan számszerűsíthetők és a számszerűsített kockázatokhoz rendelt átváltási arányokkal meghatározott tőke biztosítja e kockázatok megfelelő kezelését.